# Сіра миша
«Сіра миша» (рос. «Серая мышь») — радянський художній фільм 1988 року за мотивами однойменної повісті  Віля Ліпатова.

## Сюжет
Дія фільму відбуваються восени 1970 року. Один день з життя сільських алкоголіків. Четверо друзів, що деградували, проводять дні за розпиванням спиртного. Для жителів села всі вони — посміховисько, а для своїх сімей — біда. Один з них — колишній директор заводу — Семен Васильович, колись чудова, але зломлена людина. Замучений спогадами, спивається, поступово втрачаючи людську подобу. Але не для всіх він викреслений із життя.

## У головних ролях
- Віктор Соловйов —  Семен Васильович Баландін
- Валентин Голубенко —  Устин Шемяка
- Віталій Яковлєв —  Вітька Малих
- Микола Гусаров —  Іванко Юдін
- Ніна Усатова —  Неля
- Тамара Сьоміна —  Серафима
- Борис Юрченко —  Кандауров

## Творці фільму
- Режисер:  Володимир Шамшурин
- Сценарист: Едгар Смирнов
- Оператор:  Борис Шапіро
- Композитор:  Володимир Комаров
- Художник: Анатолій Пічугін